# 115 км (колійний пост)
115 кіломе́тр — залізничний колійний пост Знам'янської дирекції Одеської залізниці.
Розташований біля урочища Червона Водяна Устинівський район Кіровоградської області на лінії Висоцьке — Тимкове між станціями Седнівка (9 км) та Долинська (18 км).
Станом на січень 2020 року щодня дві пари дизель-потягів прямують за напрямком Знам'янка/Долинська — Помічна, проте не зупиняються.